# Pachythyone
Pachythyone is een geslacht van zeekomkommers uit de familie Sclerodactylidae.

## Soorten
- Pachythyone lugubris (Deichmann, 1939)
- Pachythyone pseudolugubris Deichmann, 1941
- Pachythyone rubra (Clark, 1901)